# Jotunheim

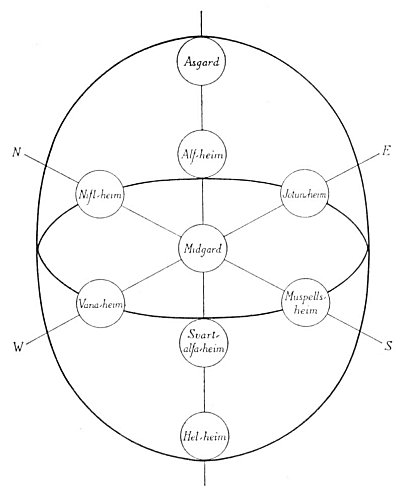
De negen werelden uit de Noordse mythologie;
Asgaard, Alfheim, Niflhel, Jotunheim, Muspelheim, Vanaheim, Midgard, Svartalfheim en Helheim

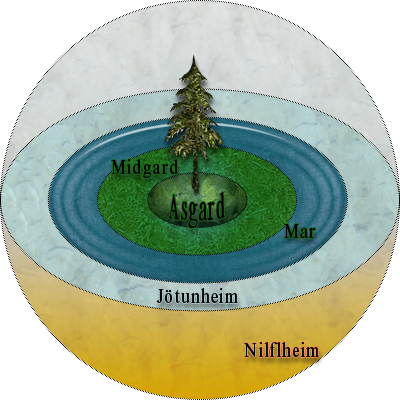
De ligging van Jotunheim ten opzichte van Midgaard, Asgaard (met Yggdrasil) en Niflhel

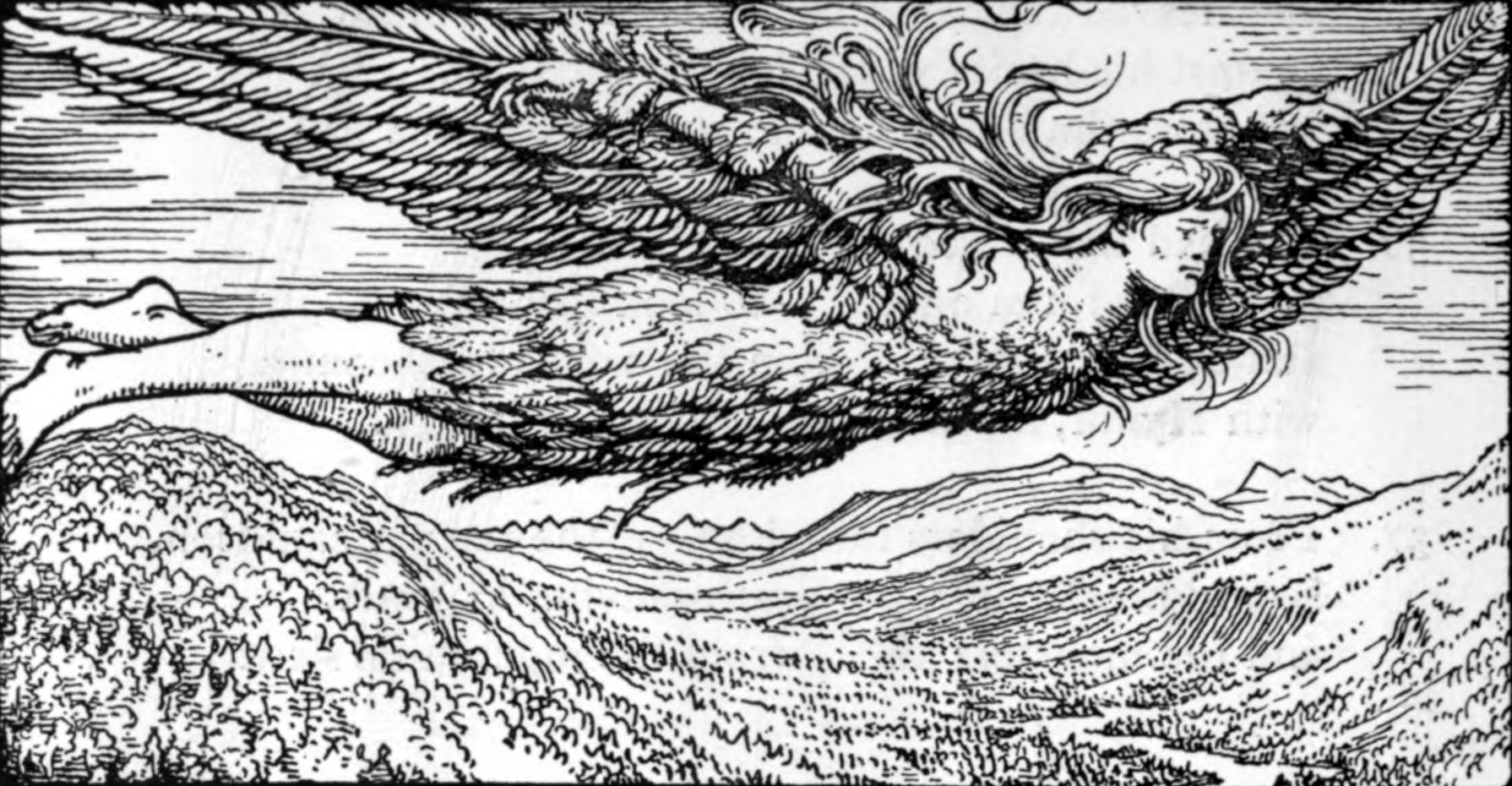
Loki's vlucht naar Jotunheim

Jotunheim of Jötunheim (Oudnoords Jötunheimr of, meervoud, Jötunheimar) is in de Noordse mythologie het thuisland van de Jötun. Jotunheim wordt beschreven in de Proza-Edda. 
Er is ook een berggebied dat zich bevindt in zuidelijk Noorwegen en aldaar Jotunheimen wordt genoemd.

## Het ontstaan van Jotunheim

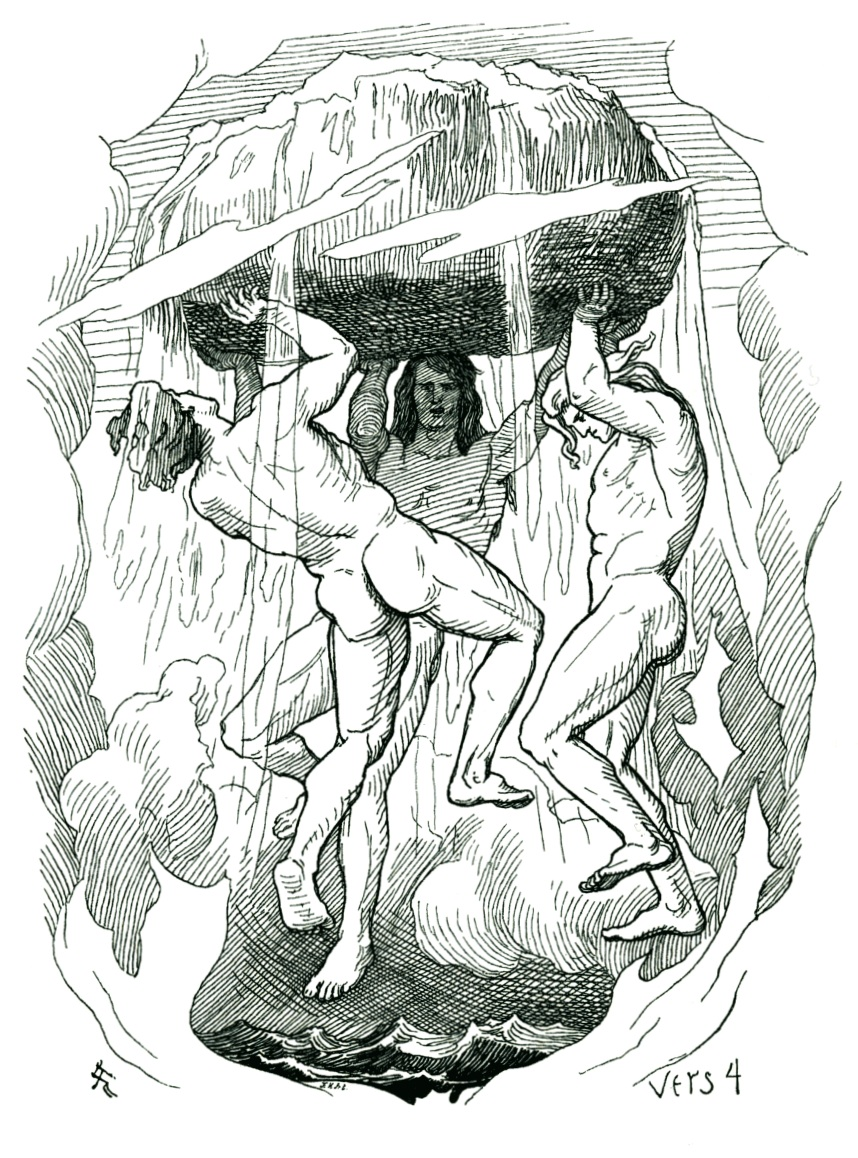
Odin en zijn broers Vili en Vé scheppen de wereld

Eerst bewoonden de reuzen de Vigrid vlakte, waar ook Ymir en de eerste goden geboren waren. Odin en zijn broers Vili en Vé offerden Ymir om er de werelden mee te maken.
Alle Hrimthursar, op twee na, verdronken in Ymirs levensvocht. Bergelmir (zoon van Thrudgelmir, kleinzoon van Ymir) en zijn vrouw konden tijdig in een holle boomstronk kruipen om die als boot te gebruiken. Bergelmir voer toen met zijn vrouw naar een plaats die Jotunheim zou gaan heten. Daar stegen zij uit en brachten een nieuw jonger geslacht voort van Hrimthursar. Zo werd Bergelmir de oervader van een nieuwe generatie reuzen, de Jötun. Dit nageslacht koesterde een diepe haat jegens de Asen. 
Bergelmirs lotgevallen stellen hem op een lijn met talloze zondvloedhelden die aan een algemene verdrinkingsdood ontkwamen. Zo zijn er de Mesopotamische Utnapisthim, Deukalion en Pyrrha, Philemon en Baucis in de Griekse mythen, de Bijbel kent Noach die in een ark de zondvloed overleefde. 

## Scheiding van Yggdrasil
Om te voorkomen dat Thursen en Jötun de mensen- en godenwereld zouden overrompelen, bouwden de goden een wal rondom Midgard en Asgard die van Ymirs wenkbrauwen werd gemaakt. Zo scheidden zij de wereldboom Yggdrasil van Jotunheim (met aan het verre uiteinde de reuzenburcht Útgard). 
Tot aan de Ragnarok, als hun woede werkelijk uitbarst, zullen de Jötun de goden deze daad indachtig vijandig gezind zijn, al zullen er ook grootmoedige reuzen zijn. Maar dan zullen zij vanuit Niflhel Asgard bestormen.

## Bewoners en bezoekers
In Jotunheim woonde (o.a.); 

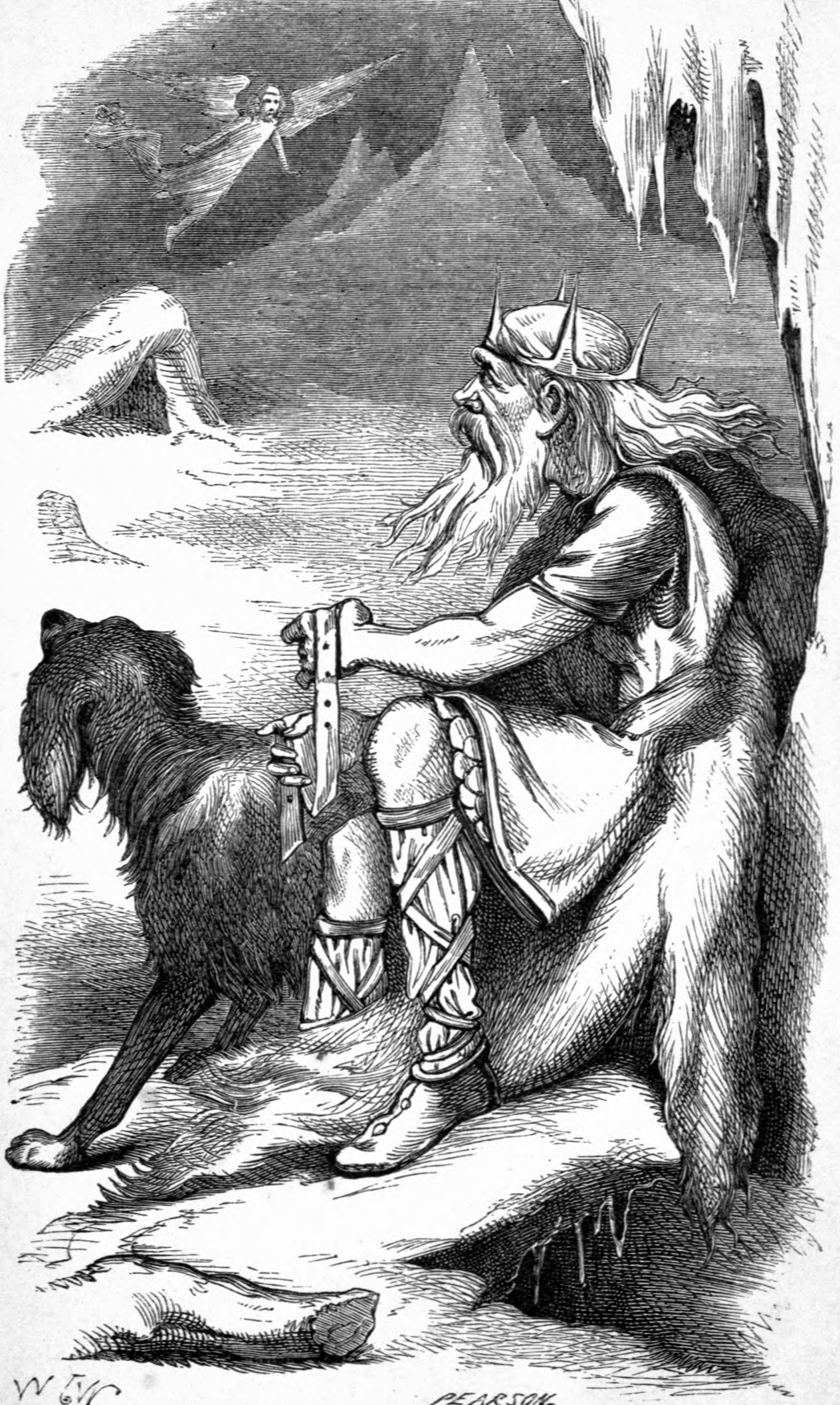
Loki vliegt naar Jotunheim, waar Þrymr zijn hond verzorgt

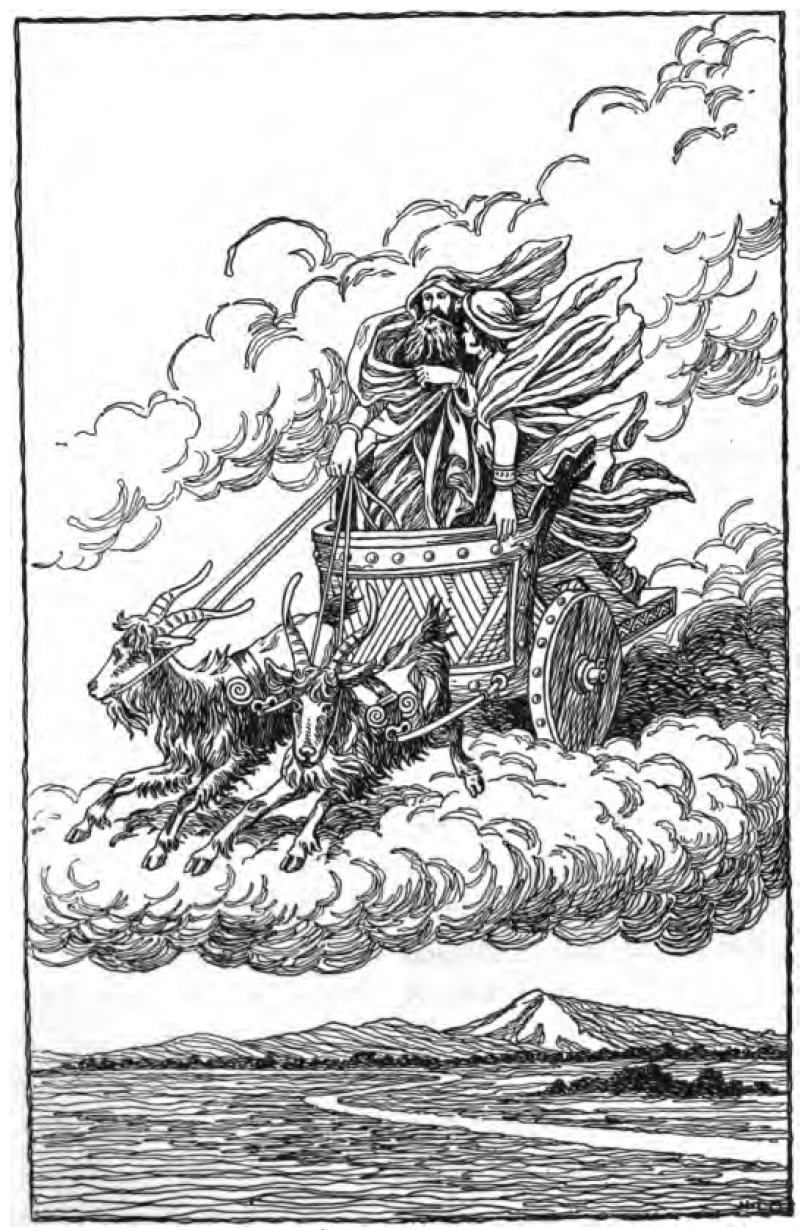
Thor en Loki in de strijdwagen getrokken door Tandgniostr en Tandgrisnir

- Þrymr (die Thors hamer Mjöllnir gestolen had) in zijn verblijf Thrymheim,
- Thjazi (wiens dochter Skadi een Asin werd) woont ook in Thrymheim,
- Menglad in zijn burcht Gastropnir.

Thor reisde graag naar Jotunheim, daar hij er zijn favoriete sport kon uitoefenen: het doodslaan van reuzen met zijn hamer Mjöllnir. 
Loki verbleef eens samen met de reuzin Angrboða, met wie hij drie kinderen kreeg (Jörmungandr, Hel en Fenrir - zij spelen een grote rol tijdens de Ragnarok). Hij ging vaker naar Jotunheim, totdat hij door de Asen werd vastgebonden onder de druipende bek van Jörmungandr.

## Thor en Loki in Jotunheim
In de Proza Edda staat een verhaal dat gaat over een periode waarin ijsvorming optrad, welke ijstijd bedoeld wordt is onduidelijk. Het verhaal heeft overeenkomsten met Hymisvädet, waarin een kookpot wordt gezocht. Loki is in beide verhalen aanstichter van een verboden daad, waarna de wraak van Thor over de dader komt.
Net als in Vafþrúðnismál (Lied van Vafthrudnir) illustreert een bezoek van Thor en Loki de illusie die het bewustzijn vormt in de wereld van de reuzen. 

### Het verhaal

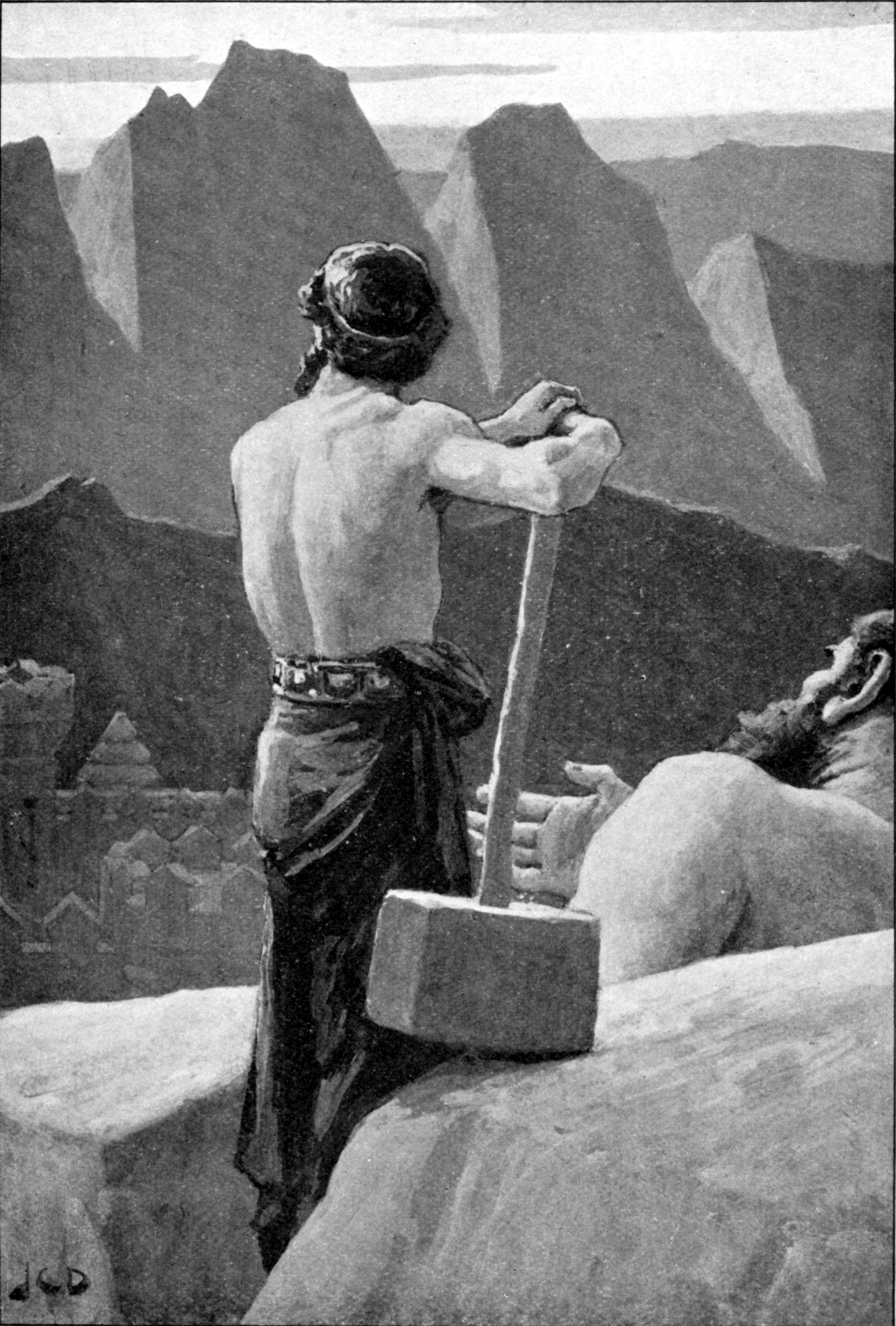
Útgarða-Loki legt aan Thor uit dat hij in illusies geloofde en laat de drie kloven zien die met de hamer zijn veroorzaakt in de bergen

De ijstijd vernietigde de oogst en doodde mens en dier. Thor ging met Loki naar Räsvälg om te klagen. De strijdwagen van Thor kan niet over Bifröst en daarom waden ze door de rivier Ifing (twijfel). In Midgard verblijven ze bij een arme boer en zijn kinderen Tjalfe (snelheid) en Röskva (werk). Er is weinig eten en daarom slacht Thor zijn geiten Tandgniostr en Tandgrisnir (tandenknarser en tandenvermaler) en zegt de anderen de botten ongebroken in hun vel te leggen.
Loki fluistert tegen een zoon van de boer dat hij van het merg moet proeven en daarom breekt de zoon een bot. 's Ochtends brengt Thor zijn geiten met een klap van zijn hamer weer tot leven, maar ontdekt dat één geit verlamd is. De boer biedt aan dat zijn kinderen de dienaren van Thor zullen worden en Tjalfe vergezelt Thor en Loki op hun reis. 
Ze overnachten in een vreemd bouwsel met een kleine en een grote kamer en ze horen een ronkend geluid. De volgende ochtend vinden ze een slapende reus, Skrimir. Het huis was zijn handschoen en het ronken zijn gesnurk. De goden proberen de tas van de reus open te maken, maar dit lukt niet. Thor slaat de reus dan driemaal met zijn hamer, maar de reus ontwaakt niet. Er zijn nog altijd drie valleien die de berg doorklieven waar de reus sliep.
Het gezelschap bereikt Utgárdloki (Loki van het buitenste hof) en worden uitgedaagd tot een reeks wedstrijden. Tjalfe doet mee aan een race, maar verliest. Loki zegt meer te eten dan iedere reus, maar verliest omdat de reus ook het bord opeet. Thor wil een drinkhoorn leegdrinken, maar kan het niveau in het gigantische vat slechts een beetje laten zakken. Dan moet Thor de kat van de reus optillen, maar het lukt hem alleen een poot te bewegen. Thor wil dan worstelen met de reuzen, maar het bejaarde kindermeisje van de reuzen verslaat hem met gemak.
De goden vertrekken naar hun eigen sfeer en de gastheer begeleidt hen en verklaart de illusies. Tjalfe heeft de snelheid van bliksem, maar kon niet winnen van het denken. Loki nam het op tegen Logi (vlam) die ook het houten bord opat. De hoorn had zijn uiteinde in de diepten van de oceaan en de wereld van de reuzen had geschud van angst toen het niveau van het water daalde. De kat was Jörmungandr (equator) en deze had alarmerend bewogen. Elli, het bejaarde kindermeisje, is in werkelijkheid de ouderdom en put iedereen uit.
Thor heft zijn hamer in woede op en wil zich met een truc wreken, maar hij staat op een vlakte die zich eindeloos uitstrekt en zijn gastheer en de stad zijn verdwenen.